# Lichtenfels (Oberfranken)
Lichtenfels er central- og administrationsby i Landkreis Lichtenfels regierungsbezirk Oberfranken i den tyske delstat Bayern.

## Geografi
Lichtenfels Oberfranken i den øvre Maindal 30 km nordøst for Bamberg og 15 km sydøst for Coburg i landskabet "Gottesgarten am Obermain" og regnes for "Tysklands kurvemagerby". Nord for centrum løber floden Main gennem byområdet.

### Inddeling
I kommunen ligger ud over Lichtenfels disse bydele, landsbyer og bebyggelser: Oberwallenstadt, Unterwallenstadt, Krappenroth, Degendorf, Mistelfeld, Klosterlangheim, Kösten, Stetten, Weingarten, Seubelsdorf, Buch am Forst, Mönchkröttendorf, Isling, Köttel, Eichig, Lahm, Oberlangheim, Roth, Rothmannsthal, Trieb, Schney, Hammer, Seehof og Reundorf.

## Historie
Lichtenfels blev nævnt første gang i 1142 og fik stadsret i 1231.
Ved opløsningen af Hertugdømmet Meranien i 1248 faldt Lichtenfels til Højstiftet Bamberg, som den hørte under til sekulariseringen i 1802 da den kom under Kurfyrstedømmet Bayern og senere Kongeriget Bayern.